# Creed (film)
Creed is een Amerikaanse boksfilm uit 2015, geregisseerd door Ryan Coogler. Dit is een spin-off van de Rocky-filmreeks en de zevende film waarin het personage Rocky Balboa zijn opwachting maakt.

## Verhaal
De zoon van Apollo Creed, Adonis Johnson Creed, reist naar Philadelphia waar hij Rocky Balboa ontmoet en hem vraagt om zijn bokstrainer te worden. Adonis heeft zijn vader nooit gekend omdat deze overleed voor zijn geboorte. Rocky is niet meer actief in de bokswereld maar ziet het talent in Adonis en besluit de uitdaging aan te gaan. 

## Rolverdeling
| Acteur                         | Rol                   |
| ------------------------------ | --------------------- |
| Michael B. Jordan              | Adonis Johnson Creed  |
| Sylvester Stallone             | Rocky Balboa          |
| Tessa Thompson                 | Bianca                |
| Phylicia Rashad                | Mary Anne Creed       |
| Tony Bellew                    | "Pretty" Ricky Conlan |
| Graham McTavish                | Tommy Holiday         |
| Carl Weathers (archiefbeelden) | Apollo Creed          |

## Prijzen en nominaties
De belangrijkste:
| Jaar | Prijs                 | Categorie               | Genomineerde(n)    | Uitslag     |
| ---- | --------------------- | ----------------------- | ------------------ | ----------- |
| 2016 | Golden Globe Award    | Beste mannelijke bijrol | Sylvester Stallone | Gewonnen    |
| 2016 | Critics' Choice Award | Beste mannelijke bijrol | Sylvester Stallone | Gewonnen    |
| 2016 | Academy Award         | Beste mannelijke bijrol | Sylvester Stallone | Genomineerd |